# Ralph Ferguson
Ralph Ferguson (ur. 13 września 1929, zm. 30 sierpnia 2020) – kanadyjski polityk, minister.

## Działalność polityczna
Był politykiem Liberalnej Partii Kanady. W okresie od 1980 do 1984 i ponownie od 1988 do 1993 zasiadał w Izbie Gmin. Od 30 czerwca 1984 do 17 września 1984 był ministrem rolnictwa w rządzie premiera Turnera.